# Dennis Egberths nästa
Dennis Egberths nästa ist ein Jazzalbum von Dennis Egberth. Die am 8. und 9. Juli 2021 im Atlantis Studio Stockholm entstandenen Aufnahmen erschienen im März 2023 auf seinem Label DEg.

## Hintergrund
Zwei Jahre nachdem der in Stockholm lebende schwedische Schlagzeuger, Perkussionist und Komponist Dennis Egberth das erste Album seines Quintetts, Dennis Egberths första („Dennis Egberths erstes“), veröffentlicht hatte, legte er 2023 mit dem treffend betitelten Dennis Egberths nästa („Dennis Egberths nächstes“) ein weiteres Album vor, das im Juli 2021 im Atlantis Studio in Stockholm aufgenommen wurde. Sein Quintett besteht aus der gleichen Besetzung wie beim Vorgängeralbum – aus der Geigerin Katt Hernandez, dem Klarinettisten Isak Hedtjärn, dem Pianisten-Keyboarder Johan Graden und dem Kontrabassisten Vilhelm Bromander.

## Titelliste
- Dennis Egberth: Dennis Egberths nästa (DEg03)[2]

1. Vårflodsparken 5:23
2. D.E 4:12
3. Vättern 7:15
4. Blues 1:05
5. Solen 4:51
6. Huanan 3:39
7. Vet Hut 2:10
8. Alexa Och Siri 5:32
9. Linje 19 4:34

Die Kompositionen stammen von Dennis Egberth.

## Rezeption

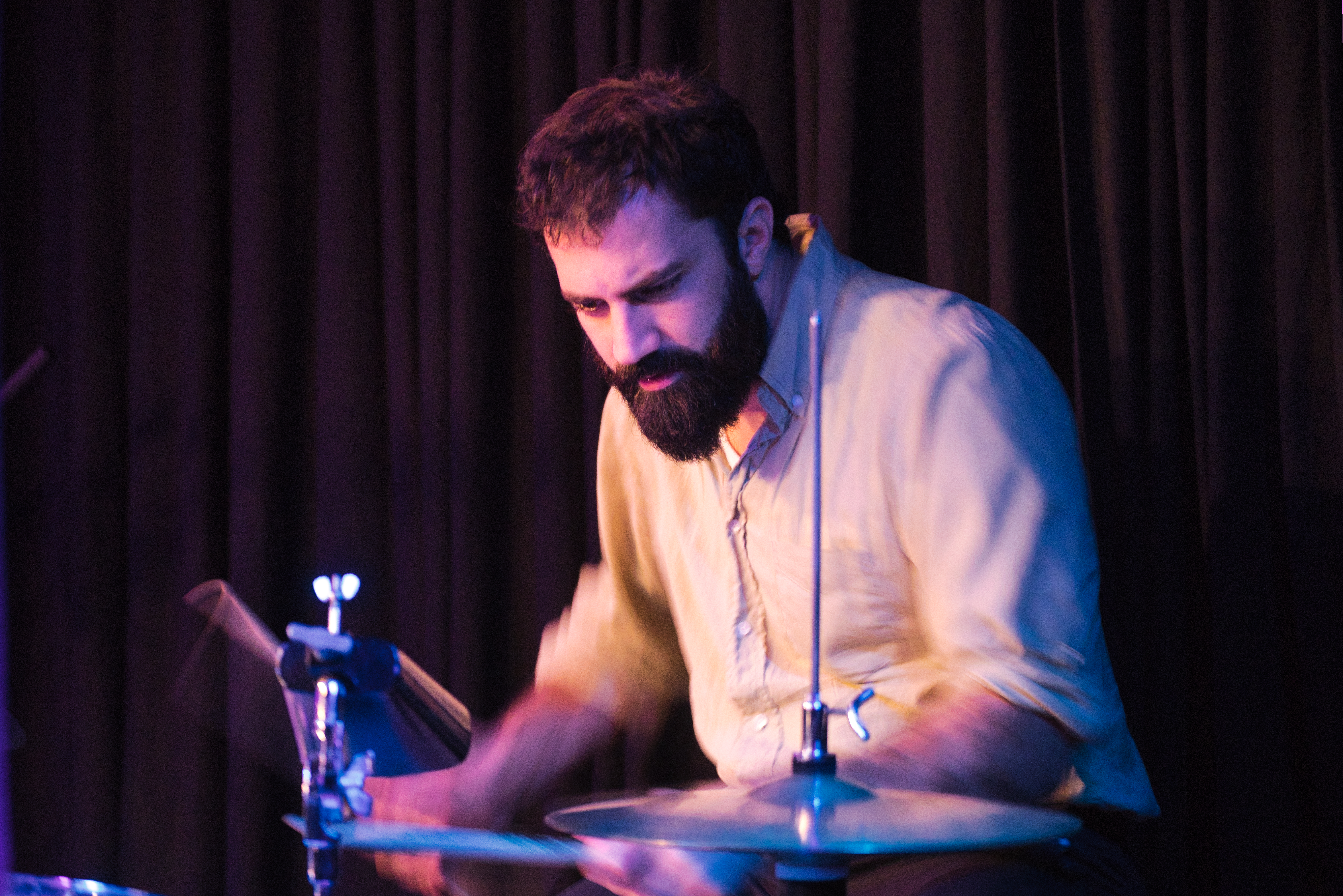
Dennis Egberth mit Receptacles im Club W71, Weikersheim 2023

Bei Egberths zweitem Album sei seine klangliche Vision noch ehrgeiziger, meint Eyal Hareuveni (Salt Peanuts). Egberth würde eine aufregende und unvorhersehbare Reise in ein ganz eigenes musikalisches Universum schaffen. Dennis Egberths nästa hebe sein einzigartiges kompositorisches Denken und seinen einzigartigen Ausdruck hervor, der Altes und Neues mischt, subtile Klangfarben und Texturen erforscht und auf ein tiefes Wissen über die Traditionen des frühen, kammermusikalischen und spirituellen Jazz sowie der nordischen Volksmusik schließen lasse. Die neun Stücke würden sich auf prägnante Themen, Motive und Stimmungen konzentrieren und Raum für strenge, aber einnehmende Improvisationen lassen, die mit natürlicher Leichtigkeit vorgetragen werden und alle über ein exquisites Gespür für Form verfügen. Dabei könne man Anklänge an Jimmy Giuffres klassisches Trio hören, oder man treffe auf süße Melodien in der Art von Art Tatum und Duke Ellington, kontrastiert mit einer atonalen Textur. Dabei könne man nie wissen, was die nächste Überraschung dieses verspielten und risikofreudigen Quintetts sein wird.